# Edward Meissner
Edward Aleksander Meissner ps. „Stanisław” (ur. 19 czerwca 1902 w Brzozówce, zm. 17 lutego 1957 w Kielcach) – działacz Polskiego Czerwonego Krzyża oraz Związku Harcerstwa Polskiego.

## Życiorys
Był synem właściciela majątku ziemskiego i browaru w Brzozówce Hermana Meissnera pochodzącego z Łodzi  i Eleonory z domu Krusche z Pabianic.
Edukację rozpoczął w Kielcach, dokąd przeniósł się z rodziną. Mieszkali tam w domu przy ul. Sienkiewicza 42. Nauki pobierał w Gimnazjum Rosyjskim w Kielcach, a następnie w Gimnazjum im. Śniadeckich. Od wczesnych lat udzielał się w społeczności szkolnej oraz w nowo powstałym wówczas harcerstwie. Będąc harcerzem uczestniczył w wielu widocznych do dziś przedsięwzięciach społeczeństwa Kielc. Do bardziej znaczących należy ustawienie krzyża w lesie na Bruszni pod Kielcami, dla upamiętnienia pochowanych tam
powstańców z 1863 r. Uczestniczył w organizowaniu obozów harcerskich, wycieczek turystyczno-krajoznawczych i szkoleniach.
Rok 1918 wraz z innymi harcerzami rozbrajał Austriaków, zdobywał broń i zabezpieczał magazyny. W 1921 r. uzyskał Stopień Harcerza I Klasy i podjął pracę w Chorągwi Harcerskiej. W roku 1923 zdał maturę.
W 1924 roku rozpoczął studia na wydziale matematycznym Politechniki Gdańskiej, gdzie przebywał przez krótki okres. Następnie podjął studia na Wydziale Ekonomicznym w Wyższej Szkole Handlowej (obecnie Szkoła Główna Handlowa) w Warszawie. Na uczelni założył studenckie koło kielczan „Viginia” oraz uczestniczył w społecznych pracach na rzecz „Bratniaka”, zbierając fundusze dla potrzebujących studentów. Po odbyciu obowiązkowej służby wojskowej w Gródku Jagiellońskim podjął pierwszą pracę w Szkole Handlowej w Kielcach, a następnie w Polskim Czerwonym Krzyżu.
W 1933 r. ożenił się z panną Jadwigą Skołyszewską – absolwentką Uniwersytetu Jagiellońskiego, na wydziale medycznym, o profilu wychowanie fizyczne.

### Podczas okupacji hitlerowskiej
Na kilka dni przed wybuchem wojny jako rezerwista został powołany do 4 pułku piechoty w Kielcach. Walczył w Górach Świętokrzyskich wraz z kompanią żołnierzy. Walki trwały krótko, po przegranej kampanii wrześniowej, w ubraniach otrzymanych od ludności zamieszkującej te tereny powrócili do miasta. W czasie okupacji obywatele polscy z niemieckim nazwiskiem i wyznaniem ewangelickim zmuszeni byli do podpisania Volkslisty, odmowa groziła obozem koncentracyjnym. Meissnerowie nie ugięli się ani przed roztaczanymi przez nimi wspaniałymi perspektywami, ani przed utratą wolności, obozem koncentracyjnym i szykanami w stosunku do całej rodziny.  Niezależnie od pracy zawodowej współpracował z Szarymi Szeregami między innymi z Marianem Sołtysiakiem (ps. „Barabaszem”), z Antonim Hedą (ps. „Szary”), z harcmistrzem Józefem Dobskim, czy Eugenią Praussową (ps. „Squaw”). Praca w PCK, bardzo w tej działalności pomagała.
Po upadku powstania warszawskiego, Kielce były pierwszym większym miastem, do którego szły transporty ludności wysiedlonej ze zniszczonej Warszawy. Meissner jako działacz PCK zaangażował się w pomoc wysiedlonym, w ich zakwaterowanie, wyżywienie i zaopatrzenie w ubrania.  
Interweniował również w sprawie nieludzko traktowanych polskich jeńców w obozie na Bukówce w Kielcach. Generał niemiecki (odpowiedzialny za jeńców) powiedział, że sprawdzą razem i jeśli skarga będzie nieprawdziwa, pełnomocnik PCK dostanie na miejscu kulę w głowę. Na miejscu obaj byli świadkami, jak jeńcy rzucili się na ciężarówkę, która przywiozła do obozu brudną, jeszcze z ziemią brukiew, którą łapczywie jedli. Widok ten generałowi wystarczył. Wszystko to nie podobało się okupantowi, zaczęli ograniczać działalność PCK do poszukiwania jedynie osób zaginionych.

### Po wojnie
W roku 1945, po zakończeniu okupacji Kielc pracował na tym samym stanowisku, organizował oświatę sanitarną, domy dziecka dla sierot wojennych na Wiśniówce i w Busku, stacje pogotowia ratunkowego w Kielcach na ul. Solnej oraz wiele innych. Piastował wiele społecznych funkcji. Był autorem wielu artykułów i publikacji w periodykach służby zdrowia, czerwonokrzyskich oraz w prasie codziennej. 

## Odznaczenia
- Odznaka honorowa „Za wzorową pracę w służbie zdrowia” (1948)
- Marszałek Rola Żymierski wyraził podziękowanie za pracę w Radzie Wojskowej Wychowania Fizycznego i Przysposobienia Wojskowego w Kielcach.
- W 1949 otrzymał Odznakę Honorową Polskiego Czerwonego Krzyża II Stopnia.
- W 1955 otrzymał Odznakę Honorową PCK I Stopnia.
- W 1956 Uchwałą Rady Państwa z 22 lipca został odznaczony Złotym Krzyżem Zasługi.

## Upamiętnienie
W 1986 roku Zarząd Wojewódzki Polskiego Czerwonego Krzyża wraz z Komendą Chorągwi Związku Harcerstwa Polskiego im. Stefana Żeromskiego ufundowały płytę marmurową upamiętniającą jego pracę w PCK i Harcerstwie. Tablica znajduje się na budynku na ulicy Sienkiewicza 42, w domu w którym spędził całe w Kielcach swoje życie, tam gdzie również mieściła się siedziba Oddziału Wojewódzkiego Polskiego Czerwonego Krzyża.
W 1990 Prezydium Rady Miejskiej w Kielcach nadało jednej z ulic nazwę Edwarda Meissnera. Ulica jest położona w dzielnicy Czarnów na osiedlu Dalnia z widokiem na Karczówkę.